# La Serra (Llobera)
La Serra és una masia situada al municipi de Llobera, a la comarca catalana del Solsonès.